# Astillé
Astillé is een gemeente in het Franse departement Mayenne (regio Pays de la Loire) en telt 669 inwoners (2005). De plaats maakt deel uit van het arrondissement Laval.

## Geografie
De oppervlakte van Astillé bedraagt 20,8 km², de bevolkingsdichtheid is 32,2 inwoners per km².

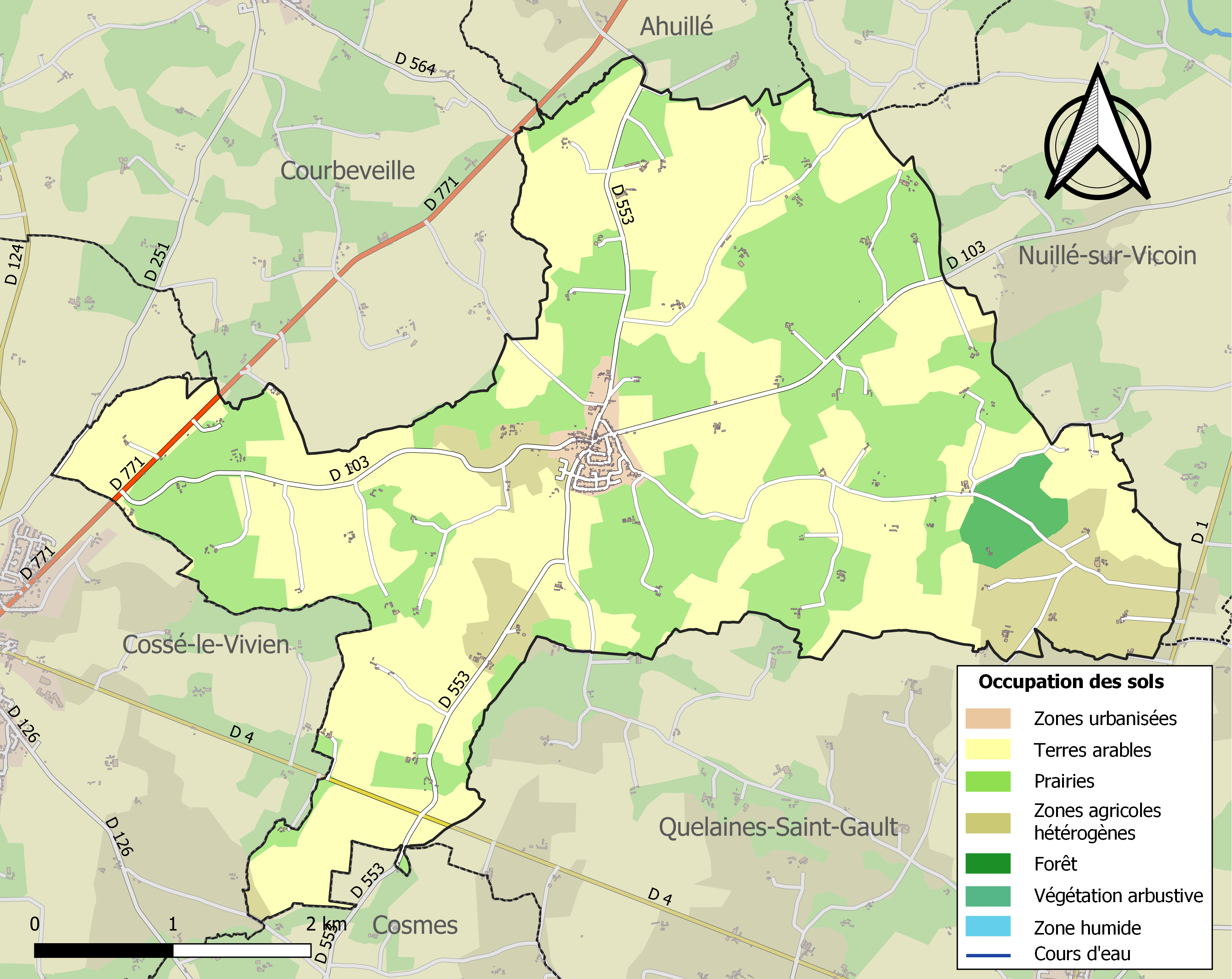
Kaart van de gemeente met de belangrijkste infrastructuur, bodemgebruik en omliggende gemeenten

## Demografie
Onderstaande figuur toont het verloop van het inwonertal (bron: INSEE-tellingen).